# Дом Евдокии Ковальчук
Дом Евдокии Ковальчук (также Усадьба семьи Евдокии Ковальчук) — одноэтажный деревянный дом, в котором находилась явочная квартира РСДРП. Расположен в Железнодорожном районе Новосибирска. Построен в 1904 году. Памятник архитектуры регионального значения.

## История
В 1899 году был возведён жилой флигель, впоследствии утраченный.
В 1904 году построен дом. Его владелицей была Евдокия Борисовна Ковальчук, которая в 1917 году (по другим данным — в 1911 году) вступила в РСДРП.

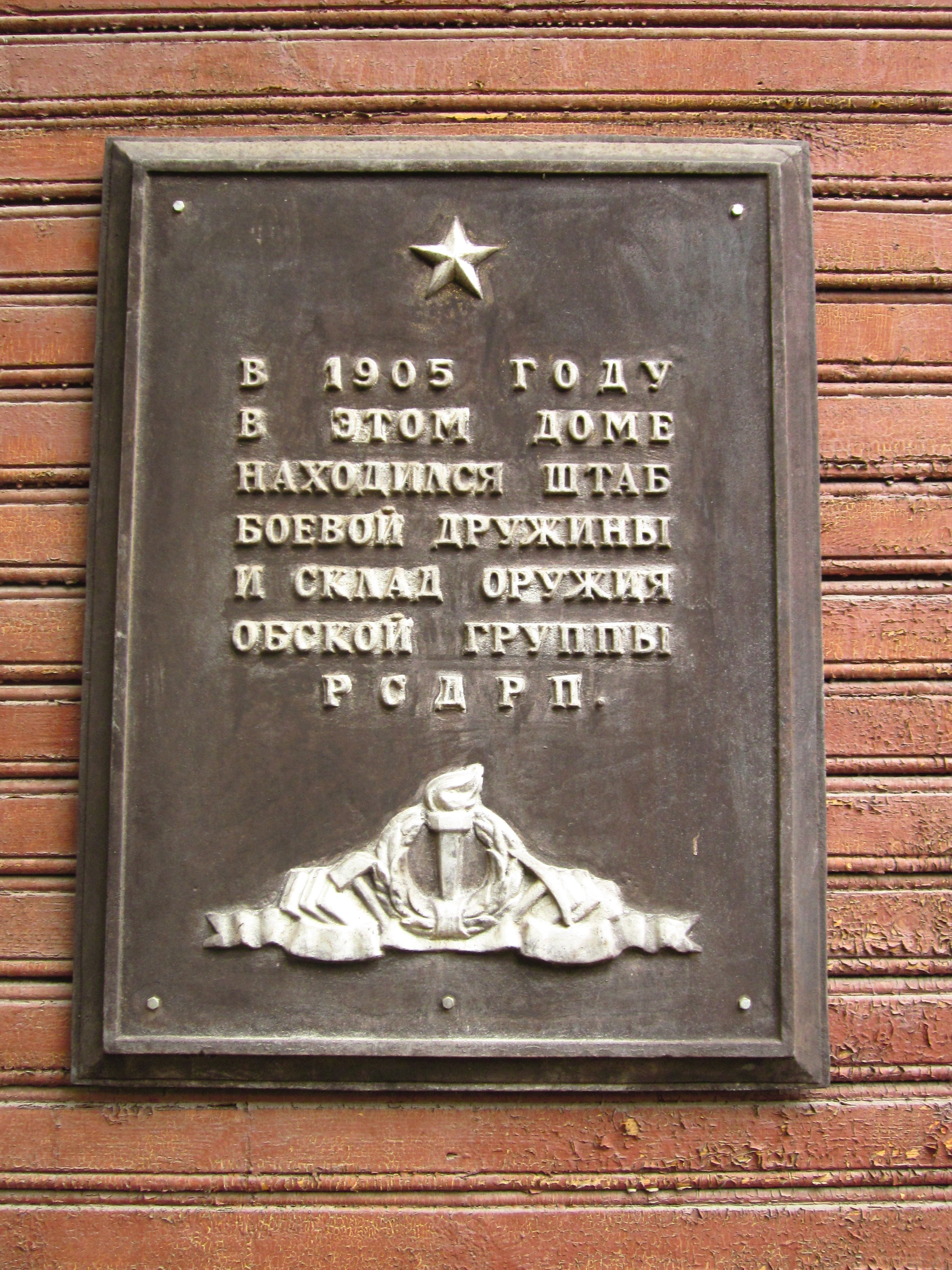
Памятная доска о штабе боевой дружины РСДРП и складе оружия.

С 1910 года во флигеле здания в глубине усадьбы находилась явочная квартира членов Новониколаевского комитета РСДРП, здесь же располагалась подпольная типография и была напечатана прокламация «Первое мая». Кроме того, в доме нахидился склад оружия революционных бригад.
В марте 1917 года Евдокию Ковальчук избрали в Совет рабочих и солдатских депутатов Новониколаевска. В 1918 году после захвата города Белой армией она устанавливает связь с партизанскими отрядами большевистскими организациями других западносибирских городов, помогает организовывать побеги из тюрьмы и т. д.
В сентябре 1918 года Евдокию Ковальчук арестовала колчаковская контрразведка, вскоре она погибла в заключении, после чего её тело вывезли ночью за реку Ельцовку в лес. Место захоронения осталось неизвестным.
В начале 1980-х годов жильцы были отселены, а здание перешло в ведение филиала областного краеведческого музея для создания музея истории большевистской организации Новониколаевска, который закрылся в конце 1990-х годов.

## Архитектура
Объём прямоугольного в плане здания главным западным фасадом обращён к улице Ленина.
Дом завершает двускатная вальмовая крыша.
С дворового фасада к зданию примыкают холодные сени.

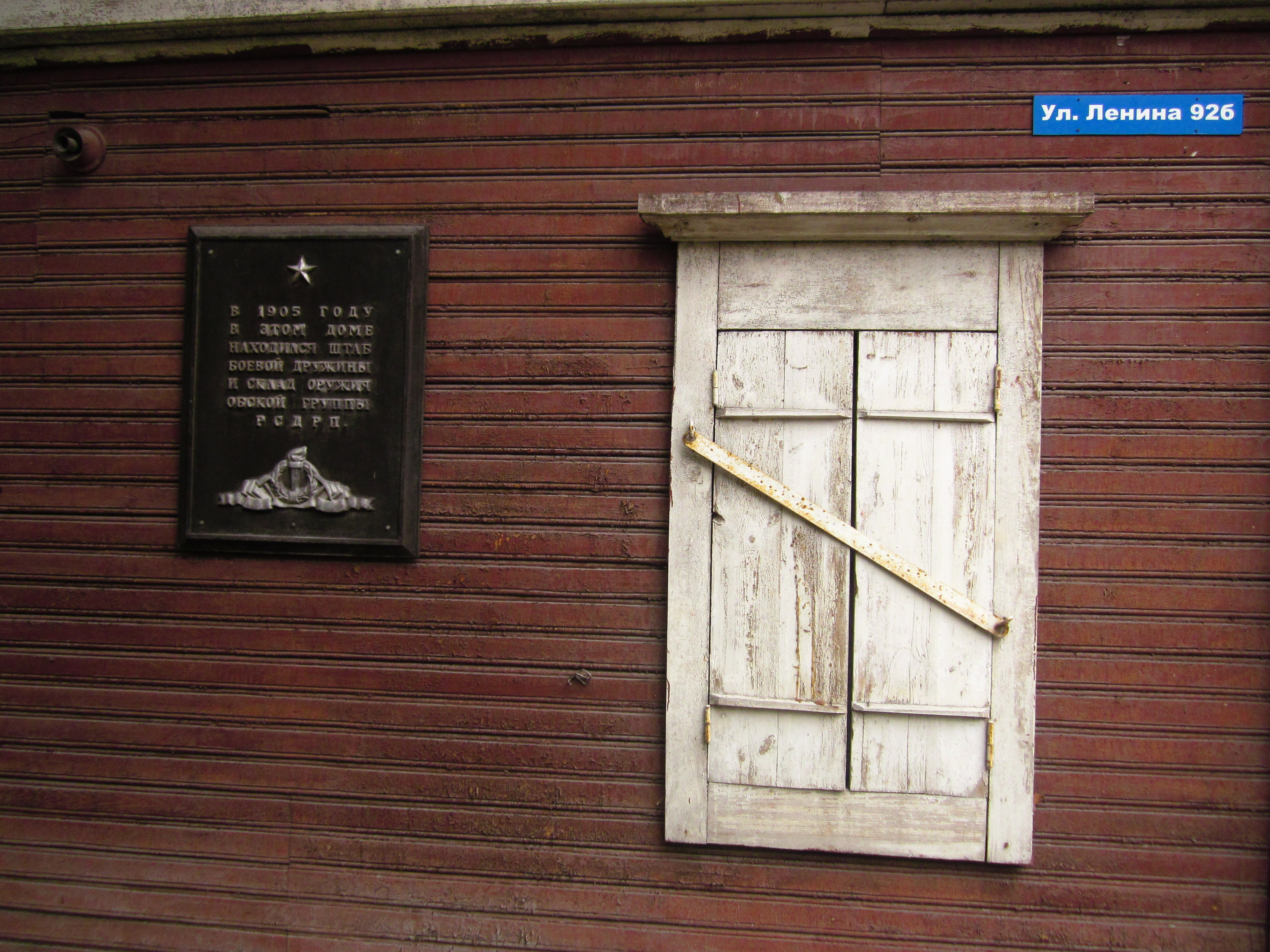

Бревенчатые стены (в полбревна) без остатка рублены «в лапу» и обшиты с наружной стороны горизонтальной профилированной рейкой. Часть стен дома сделаны из бруса.
Декор фасадов лаконичен. Прямоугольные оконные проёмы с двустворчатыми ставнями окаймлены простыми по форме деревянными наличниками с профилированными сандриками.
Углы здания украшены тесовыми лопатками.
В восточном скате кровли находится слуховое прямоугольное окно, имеющее двускатное покрытие.
Габариты здания в плане: 17,6 × 6,4 м.